# Let Love Lead the Way
«Let Love Lead the Way» es una canción de las Spice Girls, lanzada como doble-A con "Holler" como el último sencillo de su tercer álbum Forever, publicado en 2000. 
El sencillo se dio a conocer internacionalmente como una doble cara A con "Holler" (con la excepción de Canadá, donde se contabilizan por separado de "Holler"). Sin embargo, el sencillo no fue lanzado en los Estados Unidos. La canción alcanzó el número uno en el Reino Unido, convirtiéndose en el noveno número uno del grupo. También lograron el número en Brasil y fue top ten en once países diferentes. 
La canción se incluyó en el álbum Greatest Hits. Sin embargo, la voz de Geri Halliwell no se añadió a la versión de este Greatest Hits.
En la Gira Spice World Tour 2019, Geri Halliwell cubrió las partes en solitario de Victoria Beckham.

## Lanzamiento en Estados Unidos
La confusión se estableció entre los fanes de Emma Bunton, cuando habló en MTV acerca de la iniciativa única de su próximo álbum. Dijo que "Let Love Lead the Way" sería publicado como una solo dentro de los EE. UU., sin embargo esa afirmación se hizo meses antes de la oficial. El álbum se estaba preparando por parte de los productores y mezcladores en el momento de hacer esas declaraciones. 
Se especuló que la Spice Girls no tenían ninguna intención de publicar "Let Love Lead the Way" en los EE. UU. En lugar de ello, tenían planes de publicar la canción "Weekend Love" como segundo sencillo en los EE. UU. y Asia. Se cree que el Reino Unido se publicaría "If You Wanna Have Some Fun" y en el resto del mundo "Tell Me Why". "Weekend Love", "If You Wanna Have Some Fun", y "Tell Me Why" se publicó en otros países y en Estados Unidos en otro momento.

## Éxito en Asia
Las Spice Girls son el único grupo en la historia de los MTV Asia Hitlist que en publicar todos sus singles en Asia. Este éxito fue constatado por "Let Love Lead the Way", que fue su último sencillo en Asia. La canción recibió una gran cantidad de promoción inmediatamente después de que "Holler" encabezara la lista de éxitos en 2000. Dado que la canción se estableció que se publicaría a principios de 2001, la canción empezó a promocionarse en la radio antes de que la publicación oficial. La canción debutó en el número once, por debajo del sencillo más exitoso en Asia, "Say you'll be there", que alcanzó el número diez en su primera semana. La canción tuvo la fortuna de alcanzar el primer puesto a pesar de la competencia con Britney Spears "Don't let me be the last to know" que estaba empezando a tener éxito en la radio cuando las chicas eran número uno.

## Video musical
El video de "Let Love Lead the Way" es similar en concepto al de "Holler", donde cada una de las chicas representa uno de los cuatro elementos. Aunque esta vez, Emma Bunton intercambia elementos con Melanie Chrisholm, que representa la tierra y que lleva un vestido verde. Emma se muestra recostada en un hermoso bosque, debajo de un gran árbol. Melanie Brown intercambia elementos con Victoria Beckham y representa el elemento aire, vestida totalmente de blanco y bailando en una habitación blanca con paredes de tela  hacia el exterior como si fuesen soplados por el viento, mientras que las plumas blancas continuamente caen del cielo. Beckham lleva un vestido de color rojo oscuro, lo que representa el fuego. Victoria está bailando lentamente en un árido desierto por la noche, con ráfagas de fuego ardiendo detrás de ella. Chrisholm desempeña la parte de agua, vestida con ropa predominantemente azul. Se encuentra de pie sobre una plataforma azul con cascadas de agua desde el techo hasta el piso. A lo largo de los versos de la canción,las chicas cantan en sus propias partes, antes de venir junto a una de las salas para el coro. Hacia el final de la canción, cada uno de los elementos se empiezan a mezclar juntos, como el agua cayendo en el ardiente desierto y el viento soplando a través del bosque. Las cuatro chicas cantan juntas en el desierto, donde todos los elementos están presentes además de una lluvia de chispas detrás de las chicas. La canción termina con un lento movimiento de cada una de las chicas en sus propias áreas y, a continuación, una última foto de cada uno de ellas junto a la habitación blanca.

## Lista de canciones y formatos
UK CD2
1. «Let Love Lead the Way» (Radio Edit) – 4:15
2. «Holler» (Radio Edit) – 3:55
3. «Holler» (MAW Tribal Vocal) - 7:10
4. «Let Love Lead the Way» (Video)
5. «Let Love Lead the Way» (4x30 sec Behind the Scenes Clips)

## Posicionamiento
| Listas                 | Posición |
| ---------------------- | -------- |
| Canadian Singles Chart | 4        |
| Italian Singles Chart  | 31       |
| UK Singles Chart       | 1        |

Ventas en Reino Unido: 230 000[cita requerida]
- Datos: Q2698645